# Ragnar Granit
Ragnar Arthur Granit (30.10.1900 tại Riihimäki, Phần Lan – 12.3.1991 tại Stockholm, Thụy Điển) là một nhà khoa học Phần Lan/Thụy Điển đã đoạt giải Nobel Sinh lý và Y khoa năm 1967.

## Cuộc đời và sự nghiệp
Granit đậu tiến sĩ ở Phân khoa Y học thuộc Đại học Helsinki, Phần Lan, năm 1927. Năm 1929, ông làm docent khoa sinh lý học ở Đại học Helsinki và trở thành giáo sư thực thụ từ năm 1937–1940.
Khi Phần Lan trở thành mục tiêu của cuộc tấn công ồ ạt của Liên Xô năm 1940 trong cuộc Chiến tranh Mùa đông (1939–1940), Granit tìm nơi ẩn náu – và môi trường bình an cho việc học tập và nghiên cứu của mình – tại thủ đô Stockholm của nước láng giềng Thụy Điển khi ông 40 tuổi.
Cùng năm, 1940, Granit được nhập quốc tịch Thụy Điển, khiến ông có thể sống và làm việc mà không phải lo lắng về cuộc chiến tranh kéo dài tới năm 1945 ở Phần Lan đó. Tuy nhiên Granit vẫn giữ quốc tịch Phần Lan và lòng yêu tổ quốc suốt cuộc đời.
Năm 1944 ông được bầu vào Viện Hàn lâm Khoa học Hoàng gia Thụy Điển (Kungliga Vetenskapsakademien) (số 912).
Granit trở thành giáo sư khoa sinh lý học thần kinh tại Học viện Karolinska từ năm 1946 tới khi nghỉ hưu năm 1967.
Năm 1967 ông đoạt giải Nobel Sinh lý và Y khoa chung với Haldan Keffer Hartline và George Wald.
Granit nói rằng 50% giải Nobel của mình thuộc Phần Lan và 50% kia thuộc Thụy Điển.

## Gia đình
Ragnar Granit kết hôn với nữ bá tước Marguerite (Daisy) Emma Bruun, con gái của bá tước Theodor Bruun và Mary Edith Henley năm 1929. Họ có một con trai, Michael W. Th. Granit, là kiến trúc sư.

## Tác phẩm
Một số tác phẩm của Granit:
- Sensory mechanisms of the retina (1947)
- Receptors and sensory perception (1955).
- Ung mans väg till Minerva (1941, tái bản 1958),
- Finlandssvenskarna (1944)
- Hur det kom sig (1983).